# Szlak rowerowy Doliną Kosarzewki
Szlak rowerowy Doliną Kosarzewki wyznaczony został w 2010 roku. Pierwotna trasa była między Osmolicami a Bychawą, lecz trzy lata później przedłużono szlak do Krzczonowa. Trasa prowadzi przez malownicze okolice rzeki Kosarzewka od ujścia aż do źródła.

## Parametry[1]
- całość: 28 km
- asfalt: 20 km
- droga gruntowa: 3 km
- szutrówka: 3,5 km
- płyta: 1,5 km
- punkt najwyższy: 284 m n.p.m.
- punkt najniższy: 182 m n.p.m.

## Przebieg[1]
Osmolice → Iżyce → Bychawka Druga → Bychawka Druga Kolonia → Wincentówek → Bychawa: ul. Pileckiego, ul. Zamkowa, ul. 11 listopada, ul. Józefa Piłsudskiego, ul. Adama Mickiewicza → Wola Duża → Skawinek → Kosarzew Dolny Kolonia → Kosarzew Dolny → Kosarzew Górny → Zielona → Krzczonów: ul. Żeromskiego (do ronda)